# Binjamin Wilkomirski
Binjamin Wilkomirski est un pseudonyme adopté par Bruno Grosjean/Dössekker (né le 12 février 1941 à Bienne, Suisse), pour signer un livre dans lequel il prétend être un survivant de la Shoah.

## Biographie
En 1995, Binjamin Wilkomirski, un musicien et fabricant d'instruments de musique suisse, publie un livre de souvenirs, Bruchstücke. Aus einer Kindheit 1939–1948 (Fragments : une enfance 1939-1948). Il y décrit son enfance durant l’occupation nazie en passant par ses cachettes dans la campagne polonaise et son internement dans deux différents camps nazis (Majdanek et Auschwitz). Après la libération, il a été placé dans un orphelinat à Cracovie où sa mère le retrouve et l’amène avec elle en Suisse.
Le livre publié en allemand par Jüdischer Verlag a été très vite traduit dans neuf langues. Il a reçu des critiques admiratives comparant l’auteur à celles d'Elie Wiesel, Primo Levi ou Anne Frank. Le Monde livre la critique suivante : « L’adulte n’a pas comblé artificiellement les lacunes obligées du souvenir de l’enfant. La chronologie, les éléments factuels, les précisions de dates et de lieux manquent. Le « point de fuite » a été barré : il n’y a pas d’au-delà du camp. De l’autre côté des barbelés, le monde a été aboli. Le narrateur n’a pas voulu se faire historien pour donner à son récit une assise, pour rassurer le lecteur et l’instruire d’une autre matière que celle de l’horreur nue. Et il n’y a pas lieu de le regretter. Cet appui absent, ce regard qui est à chaque instant celui de l’enfant et de son intelligence immédiate des choses rendent le livre proprement suffocant. »
Cependant, en 1998, la presse suisse commence à s’interroger sur les incohérences dans le récit de Wilkomirski et soupçonnent une imposture. Daniel Ganzfried soutient alors dans l'hebdomadaire suisse Weltwoche que Wilkomirski a connu les camps d'extermination allemands « seulement comme touriste » et qu’il n’est pas né en Lettonie mais en Suisse d’une mère célibataire, Yvonne Grosjean. Il a été placé dans un orphelinat non pas à Cracovie mais en Suisse alémanique à Adelboden, où il a été adopté par les Dössekker, un couple sans enfant de Zurich. Grosjean / Dössekker a nié ces accusations. L’éditeur des mémoires a chargé l'historien suisse Stefan Maechler de la vérification des faits. En 1999, l’historien a confirmé entièrement les propos de Ganzfried.
Fin 1999, les éditeurs retirent l'ouvrage de Wilkomirski/Grosjean/Dössekker de la vente. Certains critiques se posent alors la question des motivations de l'auteur qui ont mené à s'inventer un tel passé et à avoir effectué un travail de documentation si important sur le sujet,.

## Publications
- (de) Binjamin Wilkomirski, Bruchstucke: Aus einer Kindheit 1939-1948, Judischer Verlag, 1995  (ISBN 978-3-63354100-3)
- Binjamin Wilkomirski, Fragments. Une enfance, 1939-1948, traduit de l'allemand par Léa Marcou, Calmann-Lévy, 1997,  (ISBN 978-2-7021-2685-1)
- (en) Binjamin Wilkomirski, Fragments. Memories of a Childhood, 1939–1948, traduit de l'allemand par Carol Brown Janeway, New York : Schocken Books, 1996.

### Études sur Binjamin Wilkomirski
- Blake Eskin, Life in Pieces: The Making and Unmaking of Binjamin Wilkomirski, New York et Londres : Norton, 2002  (ISBN 0-393-04871-3)
- Daniel Ganzfried, Die Holocaust-Travestie. Erzählung in Sebastian Hefti (ed.), ... alias Wilkomirski. Die Holocaust-Travestie, Jüdische Verlagsanstalt, Berlin 2002, p. 17–154  (ISBN 3-934658-29-6)
- Stefan Maechler, The Wilkomirski Affair: A Study in Biographical Truth, traduit de l'allemand par John E. Woods. Inclus le texte de Fragments, New York : Schocken Books, 2001  (ISBN 0-8052-1135-7)
- Stefan Maechler, Wilkomirski the Victim. Individual Remembering as Social Interaction and Public Event in History & Memory, vol. 13, n° 2, fall / hiver 2001, p. 59–95
- Stefan Maechler, Aufregung um Wilkomirski. Genese eines Skandals und seine Bedeutung, in Diekmann / Schoeps (eds.), Das Wilkomirski-Syndrom. Eingebildete Erinnerungen oder Von der Sehnsucht, Opfer zu sein, Pendo : Zurich et Munich, 2002, p. 86–131  (ISBN 3-85842-472-2)
- David Oels, A real-life Grimm’s fairy tale. Korrekturen, Nachträge, Ergänzungen zum Fall Wilkomirski in Zeitschrift für Germanistik, N.F. 14 (2004) vol. 2, p. 373-390.
- Elena Lappin, L'Homme qui avait deux têtes, traduit de l'anglais par Pierre-Emmanuel Dauzat, L'Olivier, 128 pp.